# 全国高等学校定時制通信制バレーボール大会
全国高等学校定時制通信制バレーボール大会（ぜんこくこうとうがっこうていじせいつうしんせいばれーぼーるたいかい）は日本の定時制や通信制高校生を対象としたバレーボールの全国大会。2020年は中止。

## 男子歴代優勝校
- 2010年：科技高・刈谷（6回目）
- 2011年：科技高・刈谷（7回目）
- 2012年：横浜修悠館（10回目）
- 2013年：横浜修悠館（11回目）
- 2014年：天理（6回目）
- 2015年：横浜修悠館（12回目）
- 2016年：横浜修悠館（13回目）
- 2017年：横浜修悠館（14回目）
- 2018年：横浜修悠館（15回目）
- 2019年：科技高・刈谷（8回目）
- 2021年：科技高・刈谷（9回目）
- 2022年：天理（7回目）

## 女子歴代優勝校
- 2010年：市立岡山後楽館（3回目）
- 2011年：市立岡山後楽館（4回目）
- 2012年：市立岡山後楽館（5回目）
- 2013年：桐ヶ丘（初）
- 2014年：天理（10回目）
- 2015年：佐世保中央（初）
- 2016年：佐世保中央（2回目）
- 2017年：天理（11回目）
- 2018年：天理（12回目）
- 2019年：天理（13回目）
- 2021年：城南（初）
- 2022年：天理（14回目）